# Brennnesselzünsler

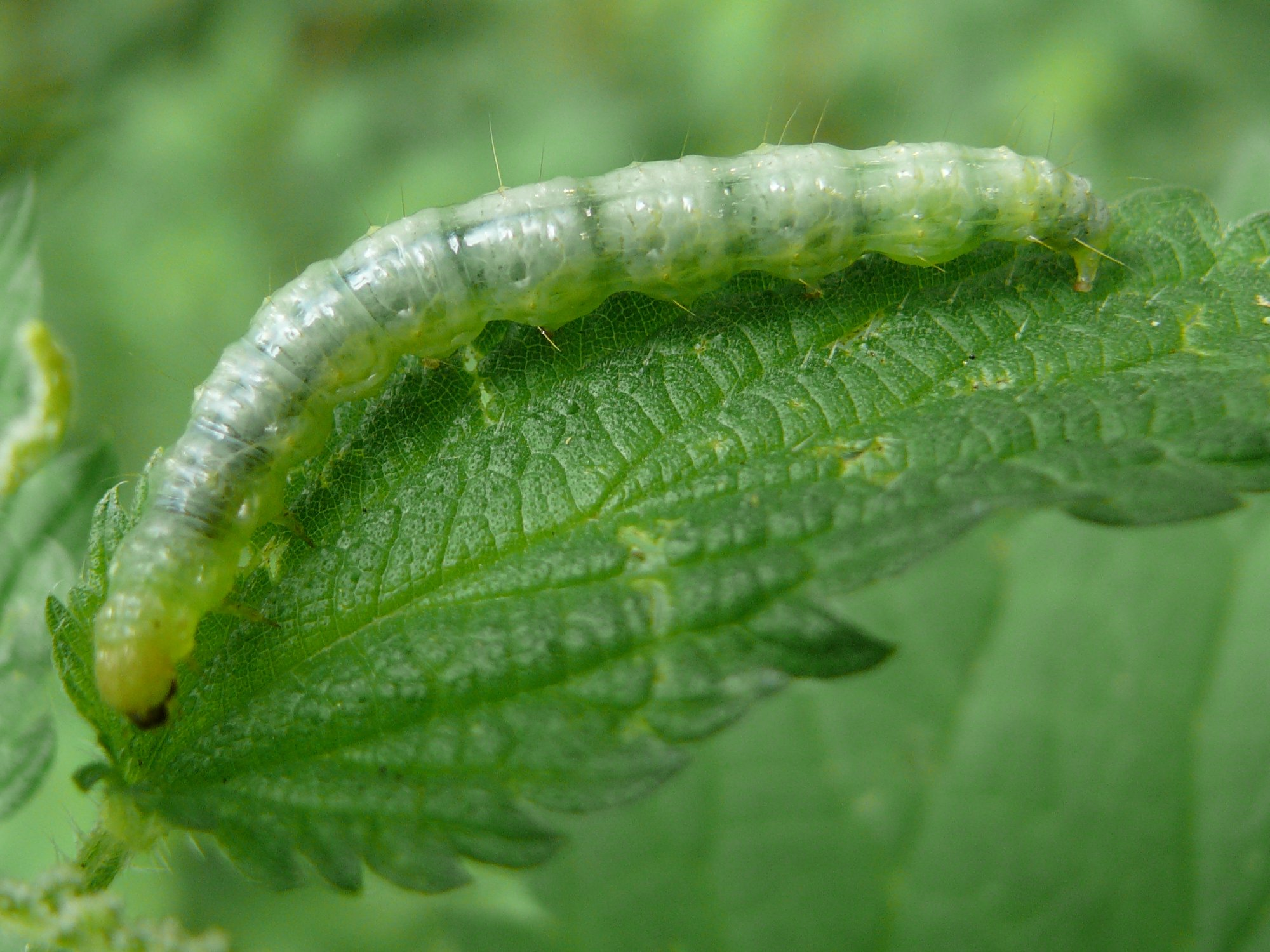
Raupe des Brennnesselzünslers

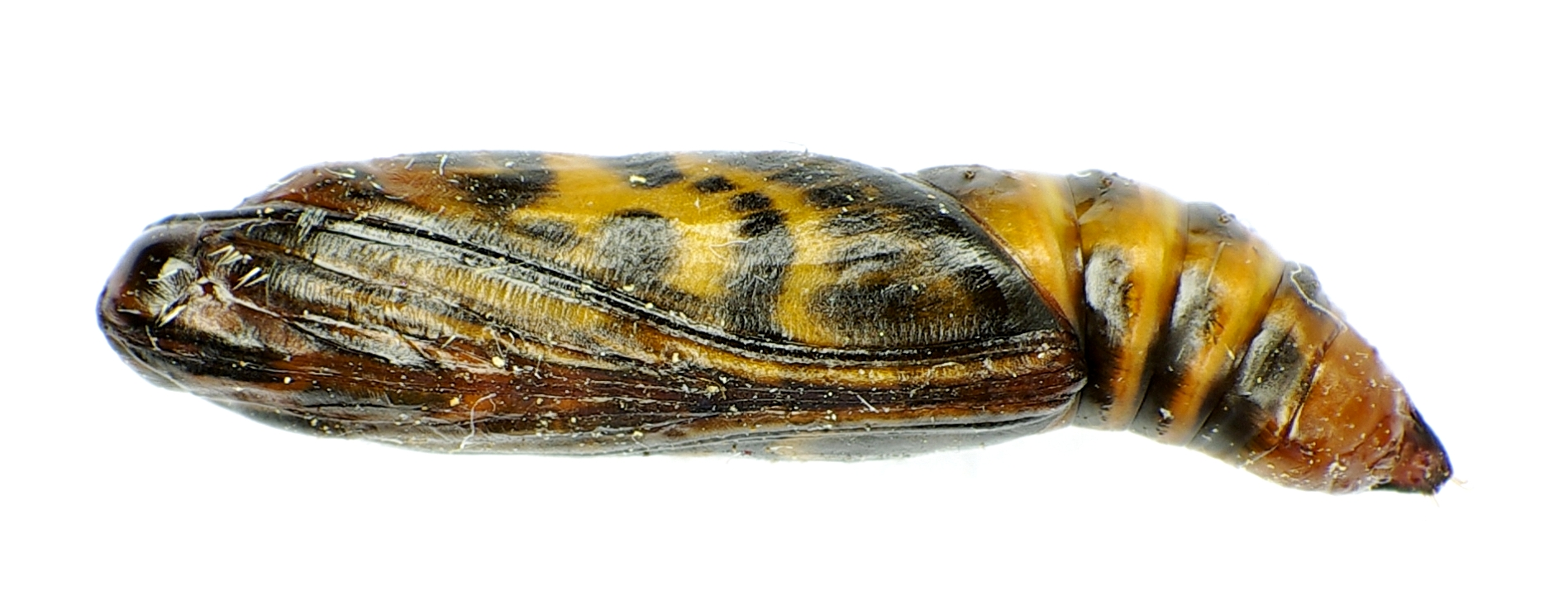
Weit entwickelte Puppe des Brennnesselzünslers

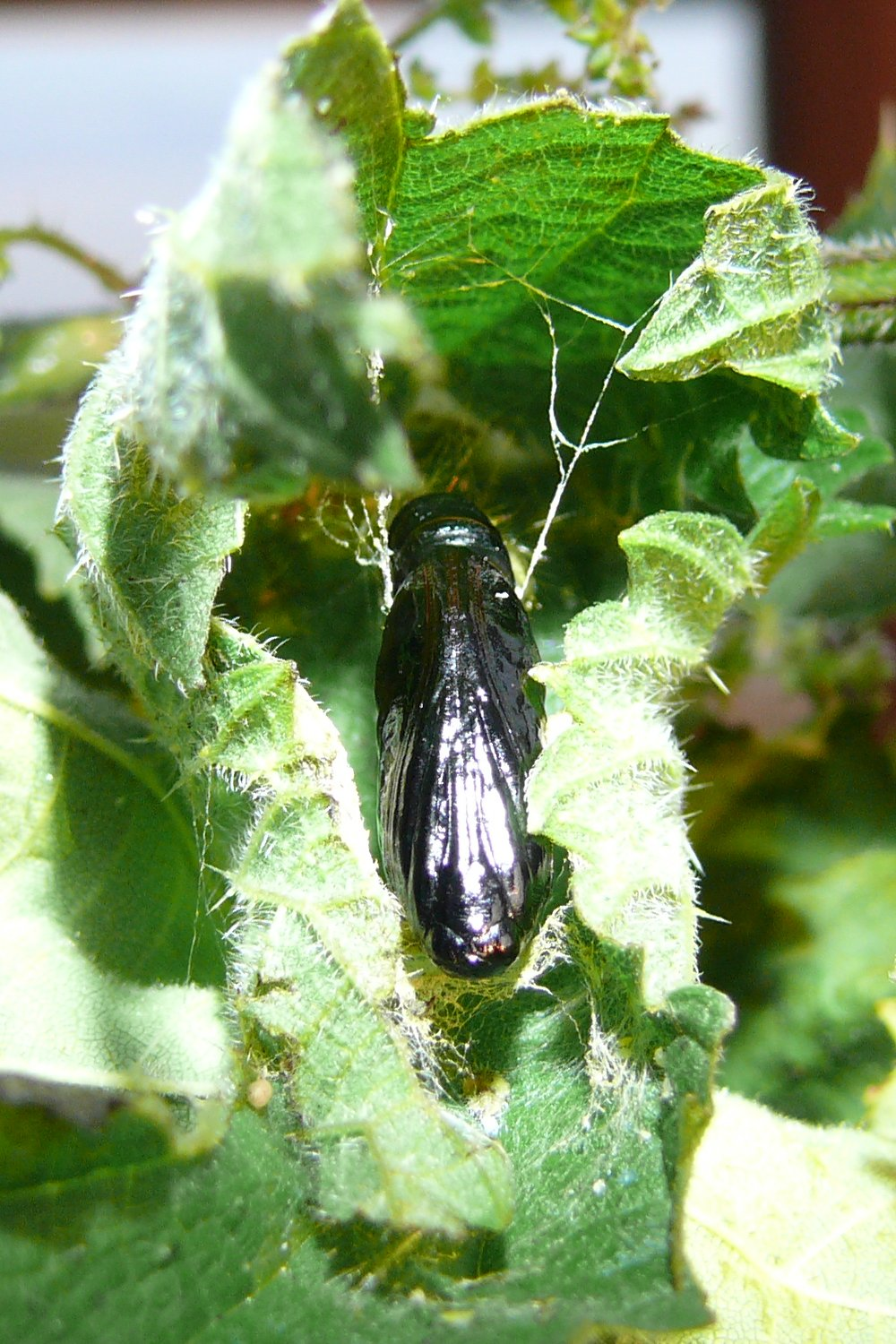
Puppe in ihrem Blattversteck

Der Brennnesselzünsler (Anania hortulata, Syn.: Eurrhypara hortulata) ist ein (Klein-) Schmetterling aus der Familie der Crambidae.

## Merkmale
Die Falter erreichen eine Flügelspannweite von bis zu 31 mm (oder eine Vorderflügellänge von 12 bis 14 mm). Kopf und Thorax sind ockergelb gefärbt, der Hinterleib zeigt eine schwarzgraue und gelbe Bänderung. Die Fühler sind einfach. Die Flügel sind in der Grundfarbe weiß oder silberweiß mit einer Doppelreihe von eiförmigen, bräunlichen bis schwarzgrauen Flecken entlang der dunkel gefärbten Saumlinie. In der Mitte des Vorderflügels findet sich ein weiterer bräunlicher Fleck, im Wurzelfeld mehrere bräunliche Flecke.
Die gedrungenen Raupen sind gelblich oder grün und schwach behaart. Ihre Kopfkapsel ist schwarz.
Die Puppe ist dunkel rotbraun. Sie ist fein granuliert und an manchen Stellen gerunzelt. Der Kremaster besitzt hakenartige, etwa gleich lange Borsten.

## Geographische Verbreitung und Lebensraum
Die Art ist in ganz Europa mit Ausnahme der Polarregion weit verbreitet und in geeigneten Habitaten auch ausgesprochen häufig. Außerhalb von Europa kommt sie in Kleinasien und durch Sibirien bis zum Russischen Fernen Osten (Unteres Amur-Gebiet) vor. Sie ist inzwischen auch nach Nordamerika verschleppt worden.
Der Brennnesselzünsler lebt in frischen und halbfeuchten Lebensräumen, wie z. B. Gärten, Waldrändern und Auen, bevorzugt dort, wo die Hauptnahrungspflanzen Brennnesseln wachsen.

## Lebensweise
Der Brennnesselzünsler bildet eine Generation im Jahr; die dämmerungs- und nachtaktiven Falter fliegen von Mai bis Mitte September. Sie halten sich tagsüber vor allem in Sträuchern und an Brennnesseln auf, lassen sich aber leicht aus der Vegetation aufscheuchen. Nachts  kommen sie an künstliche Lichtquellen. Die Raupen sind von August bis September und nach der Überwinterung bis Mai anzutreffen. Sie leben in zusammengesponnenen Blättern ihrer Nahrungspflanzen. Als Nahrungspflanzen werden genannt:
- Brennnesseln (Urtica)
- Zieste (Stachys)
- Minzen (Mentha)
- Marrubium und
- Johannisbeeren (Ribes)

Ian Kimber nennt noch zusätzlich:
- Schwarznesseln (Ballota)
- Winden (Convolvulus) und
- Zaunwinden (Calystegia)

Die Raupen überwintern in einem Kokon, entweder im abgefallenen Laub oder in einem Stängel, und verpuppen sich im Frühjahr im Überwinterungskokon, ohne dass die Raupen noch einmal Nahrung aufnehmen.

## Systematik und Taxonomie
Die Art wurde 1761 von Carl von Linné unter dem Namen Phalaena hortulata Linnaeus, 1761 erstmals wissenschaftlich beschrieben. Ein jüngeres Synonym ist Phalaena urticata Linnaeus, 1761. Später wurde die Art in die Gattung Eurrhypara gestellt und war lange Zeit als Eurrhypara hortulata bekannt. Die Gattung Eurrhypara Hübner, 1825 wurde 2005 durch Patrice Leraut mit der Gattung Anania Hübner, 1823 synonymisiert, sodass Anania hortulata gegenwärtig der gültige Name dieser Art ist.